# اگنام کالابرا
اگنام کالابرا (به ایتالیایی: Agnana Calabra) یک سکونتگاه مسکونی در ایتالیا است که در استان رجیو کالابریا واقع شده‌است.

## خصوصیات
اگنام کالابرا ۸٫۳ کیلومترمربع مساحت و ۷۰۹ نفر جمعیت دارد و ۲۱۰ متر بالاتر از سطح دریا واقع شده‌است.